# 120 v. Chr.
Portal Geschichte | Portal Biografien | Aktuelle Ereignisse | Jahreskalender | Tagesartikel

◄ |
3. Jahrhundert v. Chr. |
2. Jahrhundert v. Chr. |
1. Jahrhundert v. Chr. |
►

◄ | 140er v. Chr. | 130er v. Chr. | 120er v. Chr. | 110er v. Chr. |
100er v. Chr. |
►

◄◄ | ◄ | 123 v. Chr. | 122 v. Chr. | 121 v. Chr. | 120 v. Chr. |
119 v. Chr. |
118 v. Chr. |
117 v. Chr. |
► |
►►
Staatsoberhäupter

## Ereignisse
- Kimbern und Teutonen ziehen von Jütland und Norddeutschland gen Süden.

## Geboren
- Marcus Aemilius Lepidus, römischer Politiker († 77 v. Chr.)

- um 120 v. Chr.: Antiochos von Askalon, griechischer Philosoph († um 68 v. Chr.)
- um 120 v. Chr.: Decimus Iunius Brutus, römischer Politiker († um 60 v. Chr.)
- um 120 v. Chr.: Seleukos VI. Epiphanes Nikator, König des Seleukidenreiches († 95 v. Chr.)
- um 120 v. Chr.: Lucius Cornelius Sisenna, römischer Politiker und Schriftsteller († um 67 v. Chr.)

## Gestorben
- Mithridates V., König von Pontos

- um 120 v. Chr.: Hipparchos, griechischer Astronom und Mathematiker, auf Rhodos (* um 190 v. Chr.)
- um 120 v. Chr.: Lucius Coelius Antipater, römischer Jurist und Historiker (* um 180 v. Chr.)
- um 120 v. Chr.: Polybios, griechischer Geschichtsschreiber (* um 201 v. Chr.)